# Плесенська сільська громада
Плесенська сільська об'єднана територіальна громада — колишня об'єднана територіальна громада в Україні, в Шепетівському районі Хмельницької області. Адміністративний центр — село Плесна.
Утворена 14 серпня 2019 року шляхом об'єднання Плесенської та Пліщинської сільських рад Шепетівського району.
12 червня 2020 року громада ліквідована, а Плесенська та Пліщинська сільські ради включені до Шепетівської ОТГ.

## Населені пункти
До складу громади входять 3 села: Жилинці, Плесна та Пліщин.